# آلاپالاز اوغلی
آلاپالاز اوغلی(متولد اردبیل)، خواننده و ردیف‌دان موسیقی سنتی دوره قاجار بود.

## زندگی
ملاغلام علی معروف به آلاپالاز اوغلی خواننده معروف دوره قاجار بود. شغلش کیمیاگری بود. تسلط او بر ردیف‌های موسیقی سنتی ایران و صدای فراگیرش باعث شده بود در مراسم موسیقی آن زمان دعوت گردد. در بعضی مواقع در ایام محرم به مناطق قفقاز رفته و با نوحه خوانی حق‌الزحمه قابل توجهی را کسب می‌کرد و دوباره به اردبیل باز می‌گشت. گاه به مناسبت‌های مختلف، در اردبیل بر سر منبر می‌رفت و شعرخوانی می‌کرد. صدای کم‌نظیرش عده زیادی را به مجلس او می‌کشاند. 

## حضور در دربار
در یکی از این سفرها به قفقاز در کشتی که مظفرالدین شاه قاجار نیز حضور داشت به درخواست اطرافیان شاه، شروع به خواندن نموده و مظفرالدین شاه با دادن انعام و هدایا او را مورد لطف قرار داد.
در اولین سفر خود به تهران در مجلس ناصرالدین شاه قاجار حضور پیدا نموده و با صدای ملاحتش احترام ناصرالدین شاه را برانگیخت و در بالاترین محل آن مراسم جای گرفت.

## شاگردان
از شاگردان او می‌توان به ملاعلی کرشنه و مشیر الحکماء اشاره کرد.

## تصاویر

کتاب اردبیل در گذرگاه تاریخ جلد ۱ چاپ دوم ۱۳۷۰
کتاب اردبیل در گذرگاه تاریخ جلد ۳ چاپ دوم ۱۳۷۰